# Пирофосфат бария
Пирофосфат бария — неорганическое соединение, 
соль металла бария и дифосфорной кислоты 
с формулой Ba2P2O7,
бесцветные кристаллы,
не растворяется в воде,
образует кристаллогидраты.

## Получение
- Нагревание гидрофосфата бария[1]:

{\displaystyle {\mathsf {2BaHPO_{4}\ {\xrightarrow {T}}\ Ba_{2}P_{2}O_{7}+H_{2}O}}}
- Обменная реакция растровимых солей бария и дифосфорной кислоты[1]:

{\displaystyle {\mathsf {2BaCl_{2}+H_{4}P_{2}O_{7}\ {\xrightarrow {}}\ Ba_{2}P_{2}O_{7}\downarrow +2HCl}}}

## Физические свойства
Пирофосфат бария образует кристаллы нескольких модификаций:
- α-Ba2P2O7, ромбическая сингония, пространственная группа P nma, параметры ячейки a = 0,92842 нм, b = 0,56113 нм, c = 1,3796 нм, Z = 4 [2], образуется при повышенной температуре (гидротермальный синтез);
- β-Ba2P2O7, образуется при низкой температуре;
- δ-Ba2P2O7, образуется при дегидратации кристаллогидрата.

Образует кристаллогидрат состава Ba2P2O7•2,35 H2O.

## Применение
- Активированный титаном пирофосфат бария используется в качестве люминофора в люминесцентных лампах, излучающих широкополосный голубой свет[1].